# Gresswiller
Gresswiller település Franciaországban, Bas-Rhin megyében. Lakosainak száma 1677 fő (2022. január 1.). Gresswiller Dinsheim-sur-Bruche, Heiligenberg, Mollkirch, Mutzig és Rosenwiller községekkel határos.

## Népesség
A település népességének változása:
| Lakosok száma | 1609 | 1690 | 1715 | 1696 | 1681 | 1666 | 1650 | 1661 | 1677 |
|               | 2013 | 2015 | 2016 | 2017 | 2018 | 2019 | 2020 | 2021 | 2022 |